# LaPerm
| LaPerm                       | LaPerm                                |
| LaPerm                       | LaPerm                                |
| Standard Nr.                 | Standard Nr.                          |
| ---------------------------- | ------------------------------------- |
| Schulterhöhe                 |                                       |
| Länge                        |                                       |
| Gewicht                      | Kater: 3 bis 5 kg Katze: 2,5 bis 4 kg |
| erlaubte Farben              |                                       |
| nicht erlaubte Farben        |                                       |
| erlaubte Fellzeichnung       |                                       |
| nicht erlaubte Fellzeichnung |                                       |
| Liste der Katzenrassen       |                                       |

Die LaPerm ist eine noch recht junge Katzenrasse, die aus Oregon, USA, stammt.

## Entstehung
Die LaPerm entstand aufgrund einer Spontanmutation in der Nähe von The Dalles, Oregon. Im Jahre 1982 gebar eine normale Hauskatze einen Wurf mit sechs Katzenwelpen. Ein Tier aus diesem Wurf war zunächst völlig kahl, begann aber nach acht Wochen ein sehr weiches, lockiges Haar zu entwickeln. Die Besitzerin, Linda Koehl, nannte sie „Curly“. Curly gilt als Stammmutter aller LaPerm-Katzen.
Curlys Temperament war anders als das der anderen Farmkatzen: sie war sehr anhänglich. Ihr erster Wurf bestand aus fünf Katern, die alle kahl waren wie Curly bei ihrer Geburt. In späteren Würfen hatte Curly nur noch ab und zu kahle Katzenwelpen beiderlei Geschlechts. Linda hatte keinerlei Kenntnisse von Genetik oder Züchtung, ihre Katzen vermehrten sich auf natürliche Weise und lebten frei auf dem Bauernhof. Allmählich begann sie jedoch, die Tiere innerhalb des Hauses zu halten und gerichtet zu züchten. Sie fand heraus, dass das Gen für lockiges Haar dominant ist und sowohl vom Kater als auch vom weiblichen Tier weitervererbt werden kann. Ab und zu verpaarte sie die Lockenkatzen mit 'normalen' Katzen. Hierdurch wurde der Genpool vergrößert – dennoch blieben die physischen Charakteristika und sanfte Art der Katzen erhalten.
Auf Rat eines Freundes beschloss Linda, ihre Katzen auf einer Ausstellung zu zeigen, um die Meinung von 'Experten' zu hören. Dafür musste Linda einen Namen für ihre genetisch einmaligen Katzen 'erfinden'. Sie kam auf den Namen 'LaPerm', welcher auf den amerikanischen Ausdruck für 'Dauerwelle' (permanent wave, kurz: perm) zurückgeht.
Die CFA-Zuchtrichterin Kim Everett sah als eine der ersten Lindas Katzen und ermutigte sie weiterzumachen. Es ist der Unterstützung von Mrs. Everett und anderen zu verdanken, dass Linda anfing darüber nachzudenken, ihre Katzen als Rasse anerkennen zu lassen.

## Rassemerkmale
Das wellige oder lockige Fell ist eines der wichtigsten Unterscheidungsmerkmale gegenüber anderen Katzenrassen. Das Fell kann von einem gewellten Fell bis zu geringelten Locken variieren, kurz und lang. Es ist relativ weich von Textur, jedoch ist jedes Haarkleid anders.
Einige Kätzchen werden kahl geboren, die meisten haben kurzes, gewelltes Haar zum Zeitpunkt ihrer Geburt. Manchmal werden die Kätzchen auch noch völlig kahl, wenn sie bereits zwei Wochen alt sind und manche vollziehen innerhalb der ersten vier Lebensmonate einen Fellwechsel mit vorübergehender Kahlheit.
LaPerm können also mit drei verschiedenen Haararten zur Welt kommen. Die am meisten gewünschte ist das gewellte oder lockige Fell, hierfür wird die Abkürzung BC (Born Curled) gebraucht. Wenn die Haare nicht gelockt sind, sondern glatt, gebraucht man die Abkürzung BS (Born Straight). Als letzte Möglichkeit kann das Katzenjunge auch noch kahl geboren werden, innerhalb der ersten Wochen entwickelt sich dann ein Fell. Diese Kitten bekommen den Zusatz BB (Born Bald).
Die Rasse braucht wenig Fellpflege, neigt nicht zum Verfilzen und haart nur wenig.
Das Fell von sowohl der langhaarigen als auch der kurzhaarigen Variante kann in Länge und Dichte variieren, abhängig von der Jahreszeit und dem Alter der Katze. Sowohl die Kater als auch die weiblichen Tiere der Langhaarvariante können einen vollen Kragen bekommen, wenn sie erwachsen sind.
Die Schnauze und der Kopf der LaPerm sind relativ dreieckig mit breit gesetzten Ohren, vollen Schnurrhaarkissen und großen Augen. Sie trägt völlig gelockte Schnurrhaare.
Kater wiegen normalerweise zwischen 3 und 5 kg, die weiblichen Tiere zwischen 2,5 und 4 kg.

## Charakter
LaPerms sind sehr anhänglich und zutraulich und suchen den menschlichen Kontakt. Sie eignen sich gut für die Wohnungshaltung.

## Zucht
Es gibt weltweit noch nicht viele Züchter der Rasse, einige im Ursprungsland USA, einige in Großbritannien, den Niederlanden, Deutschland und Russland. Da die Rasse noch einen sehr kleinen Genpool hat, ist es momentan noch erlaubt, andere Rassen einzukreuzen.
Im Gegensatz zu den meisten anderen Rexkatzen (der Selkirk Rex ausgenommen, dort ist es aber ein anderes Gen) vererbt sich bei der LaPerm das Gen für das gelockte Fell dominant. Schon in der ersten Generation mit einem sogenannten Outcross (einer Hauskatze oder dem Vertreter einer anderen Katzenrasse) besteht die Chance auf 50 % gelockten Nachwuchs. Da momentan noch viel ausgekreuzt wird, werden auch (wie oben erwähnt) noch relativ viele glattharige LaPerms geboren. Erlaubte Zuchtpartner sind (abhängig vom Zuchtverband, in dem der Züchter Mitglied ist) außer der Europäisch Kurzhaar (Hauskatze) die Ocicat, Somali-Katze, Abessinierkatze, Thaikatze, Tonkinese, Burmakatze und deren halblangharige Varianten. Außerdem sind alle anderen Rassen von leicht östlichem Typus erlaubt.